# 남순하효자문
남순하효자문은 대한민국 경기도 연천군 전곡읍 간파리에 있다. 1987년 12월 29일 연천군의 향토문화재 제8호로 지정되었다.

## 개요
남순하는 조선 후기의 인물로 극진한 효행을 하여 숙종이 정려문을 내렸다고 한다.